# Plaster Rock
Plaster Rock est un ancien village du Nouveau-Brunswick, au Canada. Il fait partie du village de Tobique Valley depuis la réforme de la gouvernance locale du 1er janvier 2023.

## Toponyme
Plaster Rock fut nommé ainsi par Henry Day pour les collines et berges de gypse rouge, que décrit Edmund Ward en 1841 comme un énorme dépôt de plâtre de Paris.

## Géographie

### Situation
Plaster Rock est situé à 98 km de route au sud-est d'Edmundston, dans le comté de Victoria. La ville est bâtie dans les Appalaches, au bord de la rivière Tobique. Le village a une superficie de 3,09 kilomètres carrés.
La ville est enclavée dans le nord-ouest de la paroisse de Gordon. Les villes les plus proches sont Perth-Andover et Tobique, à près de 40 km au sud-ouest, ainsi que Grand-Sault, à 36 km au nord-ouest.

### Logement
Le village comptait 529 logements privés en 2006, dont 480 occupés par des résidents habituels. Parmi ces logements, 76,0 % sont individuels, 2,1 % sont jumelés, 8,3 % sont en rangée, 0,0 % sont des appartements ou duplex et 2,1 % sont des immeubles de moins de cinq étages. Enfin, 10,4 % des logements entrent dans la catégorie autres, tels que les maisons-mobiles. 72,9 % des logements sont possédés alors que 27,1 % sont loués. 85,4 % ont été construits avant 1986 et 9,4 % ont besoin de réparations majeures. Les logements comptent en moyenne 6,59 pièces et 0,0 % des logements comptent plus d'une personne habitant par pièce. Les logements possédés ont une valeur moyenne de 74 945 $, comparativement à 119 549 $ pour la province.

## Histoire
L'école secondaire Tobique Valley est inaugurée en 1947 et l'école Donald Fraser Memorial ouvre ses portes en 1992. Plaster Rock est constitué en municipalité le 9 novembre 1966. Le magasin de la Société des alcools du Nouveau-Brunswick ferme ses portes en 1997 pour être remplacé par une franchise.

### Déraillement d'un train des matières dangereuses
Le 8 janvier 2014, un déraillement d'un train de 139 wagons provoque une énorme boule de feu près du village. Les produits pétroliers venaient de l'Ouest canadien (Manitoba, Alberta et Saskatchewan) et étaient destinées à la raffinerie Irving Oil à Saint-Jean. À la suite de l 'accident ferroviaire de Lac-Mégantic de la MM&A, les lignes passant à Lac-Mégantic ne peuvent plus être utilisées pour transporter des marchandises dangereuses. En conséquence, Irving Oil utilise la ligne du CN de Montréal à travers la ville de Québec qui traverse le pont à la rive sud de Rimouski et de Matane, puis à travers Plaster Rock à Saint-Jean. Personne n'a été blessé lors de l'incendie et 150 personnes ont du être évacuées.

## Démographie
| 1981  | 1986  | 1991  | 1996  | 2001  | 2006  | 2011  |
| ----- | ----- | ----- | ----- | ----- | ----- | ----- |
| 1 199 | 1 232 | 1 246 | 1 220 | 1 219 | 1 150 | 1 135 |

| 2016  | - | - | - | - | - | - |
| ----- | - | - | - | - | - | - |
| 1 023 | - | - | - | - | - | - |

## Administration
(juillet 2016).

### Conseil municipal
Le conseil municipal est formé d'un mairesse et de quatre conseillers généraux.
Le conseil précédent est formé à la suite de l'élection du 12 mai 2008. Le conseiller Alexis Doireann Fenner est toutefois élu par acclamation lors d'une élection partielle tenue le 9 mai 2011, en remplacement de Suzanne A. Mullin. Le conseil municipal actuel est élu lors de l'élection quadriennale du 14 mai 2012. Le second dépouillement du 24 mai suivant confirme l'élection de la mairesse Alexis D. Fenner face à Judy Ann St. Peter.
Conseil municipal actuel
| Mandat      | Fonctions            | Nom(s)                                                                       |
| ----------- | -------------------- | ---------------------------------------------------------------------------- |
| 2012 - 2016 | Mairesse             | Alexis D. Fenner                                                             |
| 2012 - 2016 | Conseillers généraux | Timothy M. Corbin, Carolyn J. Crawford, Terry Leslie Harding, Tony C. Wright |

Anciens conseils municipaux
| Mandat      | Fonctions   | Nom(s)                                                                                  |
| ----------- | ----------- | --------------------------------------------------------------------------------------- |
| 2008 - 2012 | Mairesse    | Judy A. St. Peters                                                                      |
| 2008 - 2012 | Conseillers | Marcia E. Cathcart, Carolyn Joyce Crawford, Alexis Doireann Fenner et Terry L. Harding. |

| Période                                  | Période  | Identité            | Étiquette | Qualité |
| ---------------------------------------- | -------- | ------------------- | --------- | ------- |
| 1966                                     |          | Don Gerrish         |           |         |
|                                          |          | Maurice Dionne      |           |         |
|                                          | 1995     | Laura R. Reynolds   |           |         |
| 1995                                     | 1998     | Graham W. Eagles    |           |         |
| 1998                                     | 2001     | Gary W. Broad       |           |         |
| 2001                                     | 2004     | Robin D. DeMerchant |           |         |
| 2004                                     | 2008     | Peter F. White      |           |         |
| 2008                                     | 2012     | Judy A. St. Peters  |           |         |
| 2012                                     | en cours | Alexis D. Fenner    |           |         |
| Les données manquantes sont à compléter. |          |                     |           |         |

### Commission de services régionaux
Plaster Rock fait partie de la Région 12, une commission de services régionaux (CSR) devant commencer officiellement ses activités le 1er janvier 2013. Plaster Rock est représenté au conseil par son maire. Les services obligatoirement offerts par les CSR sont l'aménagement régional, la gestion des déchets solides, la planification des mesures d'urgence ainsi que la collaboration en matière de services de police, la planification et le partage des coûts des infrastructures régionales de sport, de loisirs et de culture; d'autres services pourraient s'ajouter à cette liste.

### Représentation et tendances politiques
Plaster Rock est membre de l'Union des municipalités du Nouveau-Brunswick.
 Nouveau-Brunswick: Plaster Rock fait partie de la circonscription provinciale de Victoria-Tobique, qui est représentée à l'Assemblée législative du Nouveau-Brunswick par Wes McLean, du Parti progressiste-conservateur. Il fut élu en 2010.
 Canada: Plaster Rock fait partie de la circonscription électorale fédérale de Tobique—Mactaquac, qui est représentée à la Chambre des communes du Canada par Michael Allen, du Parti conservateur. Il fut élu lors de la 39e élection générale, en 2006, et réélu en 2008.

## Économie
Entreprise Grand-Sault, membre du Réseau Entreprise, a la responsabilité du développement économique.
Papiers Fraser opère une scierie à Plaster Rock comptant environ 200 employés.

## Vivre à Plaster Rock

### Éducation
Plaster Rock compte trois écoles publiques anglophones faisant partie du district scolaire #14. Les élèves fréquentent tout d'abord l'école Donald Fraser Memorial de la maternelle à la 5e année avant d'aller à l'école secondaire Tobique Valley jusqu'en 12e année. Cette dernière offre un programme d'immersion française.
Plaster Rock possède une bibliothèque publique en milieu scolaire, à l'école secondaire Tobique Valley.

### Autres services publics
Plaster Rock est desservi par le Centre de santé communautaire de Tobique Valley, une caserne de pompiers ainsi qu'un poste d'Ambulance Nouveau-Brunswick. La ville possède un poste de la Gendarmerie royale du Canada. Il dépend du district 10, dont le bureau principal est situé à Grand-Sault.
La ville bénéficie d'un foyer de soins agréés, le Tobique Valley Manor. Il y a aussi un bureau de poste.
Les anglophones bénéficient des quotidiens Telegraph-Journal, publié à Saint-Jean, et The Daily Gleaner, publié à Fredericton. Ils ont aussi accès à l'hebdomadaire Victoria Star, publié à Grand-Sault. Les francophones ont accès par abonnement au quotidien L'Acadie nouvelle, publié à Caraquet, ainsi qu'à l'hebdomadaire L'Étoile, de Dieppe.

### Sport et parcs

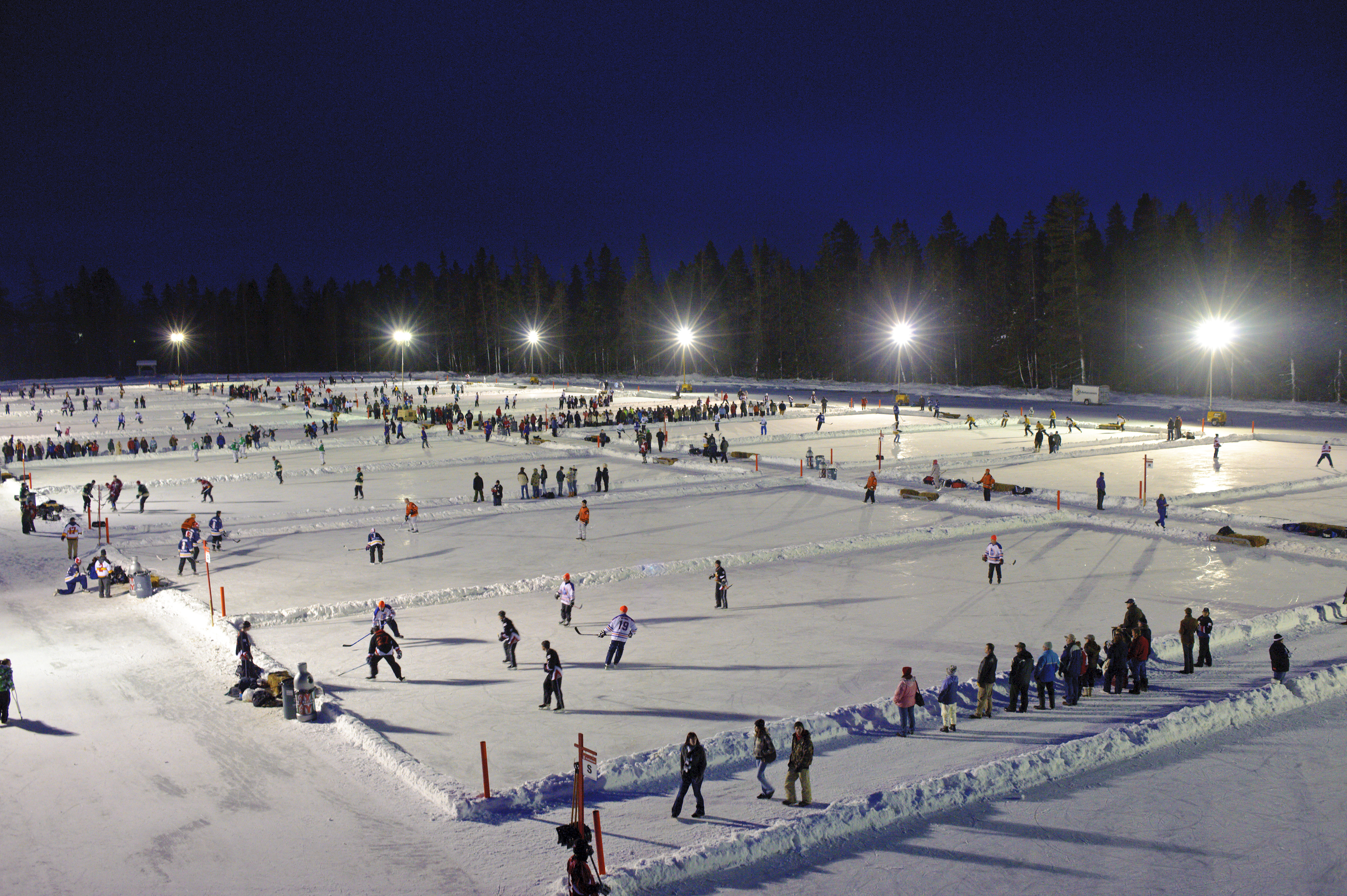
Championnat du monde de hockey sur étang en 2010

Plaster Rock est traversé par le Sentier international des Appalaches.

### Religion
L'église St. George's est une église anglicane. L'église St. Thomas Aquinas est une église catholique romaine faisant partie du diocèse d'Edmundston.

## Culture

### Langues
Selon la Loi sur les langues officielles, Plaster Rock est officiellement anglophone puisque moins de 20 % de la population parle le français.

### Architecture et monuments
Il y a quatre attraction de bord de route à Plaster Rock: des sculptures représentant un chevreuil, un lion, un ours et les plus grandes têtes de violon du monde.